# 交響曲第1番 (ベートーヴェン)
交響曲第1番 ハ長調 作品21（こうきょうきょくだい1ばん ハちょうちょう さくひん21）は、ベートーヴェンが1799年から1800年に作曲した自身1曲目の交響曲である。ピアノソナタ第8番「悲愴」や七重奏曲、6つの弦楽四重奏曲などともに、ベートーヴェンの初期の代表作として知られている。
ベートーヴェンの交響曲のうち、第1番、第2番はベートーヴェンの「初期」の作品に含まれ、第1番もハイドン、モーツァルトからの影響が強く見られるが、既にベートーヴェンの独自性が現れている。

## 作曲の経緯
詳しい作曲過程については、1800年以前に使用していたスケッチ帳がほとんど現存していないので不明であり、その現存しないスケッチ帳で三重奏曲 Op. 37のスケッチと同時進行の形で進められたのではないかと推定されているが、唯一第4楽章の一部楽想のみは別のスケッチ帳に残されており、作曲開始時期1796年ごろに設定する見解もある。脱稿の時期については、1799年の末から1800年初頭の間に比定されている。
作品は当初、旧主で当時ヘッツェンドルフに隠退していた元ケルン大司教選帝侯マクシミリアン・フランツ・フォン・エスターライヒに献呈される予定で、1801年6月22日か23日付のホフマイスター社宛の書簡でもそのように指示が出されたが、マクシミリアン・フランツはそれから約1か月後の7月27日に死去し、旧主への献呈は成就しなかった。その後詳しい経緯は判然としないものの、10月ごろのベートーヴェンからの書簡を経てゴットフリート・ファン・スヴィーテン男爵に献呈されることとなった。

## 初演・出版
1800年4月2日にウィーンのブルク劇場にて、ベートーヴェン自身の指揮により初演。ベートーヴェン自身が主催する最初のコンサートであり、プログラムの最後に組み込まれた。
初演後にピアノ協奏曲、七重奏曲、ピアノソナタとともにホフマイスター社に売り込み、1801年11月にホフマイスター社から出版、翌1802年1月16日付で出版が公告された。この間、1801年4月22日付のホフマイスター社宛の書簡でベートーヴェンは作品番号に関し、ピアノ協奏曲に Op. 19、七重奏曲に Op. 20、この交響曲に Op. 21、そしてピアノソナタに Op. 22と「諸作品が然るべき順序で続くよう」提案している。また、出版直後の1801年11月26日と12月3日には、ホフマイスター社があるライプツィヒで早くも演奏された形跡がある。その後、1809年にロンドンのチャンケッティーニ＆スペラーティ社から、下って1822年にはジムロックからそれぞれスコア譜が出版された。

## 楽器編成
| 木管         | 木管 | 金管         | 金管         | 打         | 打       | 弦              | 弦 |
| ------------ | ---- | ------------ | ------------ | ---------- | -------- | --------------- | -- |
| フルート     | 2    | ホルン       | 2            | ティンパニ | ●        | 第1ヴァイオリン | ●  |
| オーボエ     | 2    | トランペット | 2            | 他         |          | 第2ヴァイオリン | ●  |
| クラリネット | 2    | 他           |              | 他         | ヴィオラ | ●               |    |
| ファゴット   | 2    | 他           | チェロ       | 他         | ●        |                 |    |
| 他           |      | 他           | コントラバス | 他         | ●        |                 |    |

## 曲の構成
演奏時間は約30分。
第1楽章 Adagio molto - Allegro con brio ハ長調 4分の4拍子 - 2分の2拍子
序奏つきのソナタ形式（提示部反復指定あり）。序奏に、早くも先達の作曲家の書法から離れた独創性が認められる。作品の冒頭の和音はその調性における主和音であるべきだが、ここでは下属調の属七の和音が使用されている。その後もなかなかハ長調は確立されず、調性が不安定である。このような処理は、通常の古典派の感覚を逸脱するものである。
序奏に続く第一主題はこれと対比をなし、モーツァルトの交響曲第41番の第1楽章にも似た旋律は、よりハ長調の調性を強く確立させている。この第1主題(C-G-H-C)の動機は全楽章に渡って用いられており、統一感を与えている。
第2楽章 Andante cantabile con moto ヘ長調 8分の3拍子
ソナタ形式の緩徐楽章（提示部反復指定あり）。冒頭はフーガ風に開始される。２番フルートは休止。第1主題はモーツァルトの交響曲第40番の第2楽章、特にその冒頭部分との類似性が示唆されている。
第3楽章 Menuetto, Allegro molto e vivace ハ長調 4分の3拍子
複合三部形式。メヌエットと題されているが、"Allegro molto e vivace"のテンポ指定からスケルツォの性質が強く、早くも後の大作に見出されるような革新性を示している。　
第4楽章 Adagio - Allegro molto e vivace ハ長調 4分の2拍子
序奏付きソナタ形式（提示部反復指定あり）。序奏に続く、音階を構成するようなヴァイオリンの旋律が独特といわれる。G音から始まる上行フレーズが繰り返し提示され、それはだんだん長くされ、最後にはF音に達し属七の和音の響きが形作られ、そこでフェルマータとなる。その次には1オクターブ上のG音まで達し、この1オクターブの上行音形とそれに続く旋律が第1主題としての役割を果たすことになる。このような、断片的な動機が発展して主題が生まれるという処理は、後の交響曲第5番や交響曲第9番の第1楽章冒頭でも見られる。
序奏の後の主部はロンド風で、ハイドン的な楽しさに満ちている。第1主題は、第1楽章の副主題(C-E-G-F-E-D-C)の完全な逆行である。